# Quethiock
 (septembre 2023).
Quethiock est une paroisse civile et un village des Cornouailles, en Angleterre.